# Christianskirken (Sønderborg)
 For alternative betydninger, se Christianskirken. (Se også artikler, som begynder med Christianskirken)
Christianskirken er sognekirke i Christians Sogn, som omfatter den østlige del af Sønderborg by. Sognet blev i 1957 udskilt fra Sønderborg Sogn, som dengang omfattede hele byen.

## Kirkens historie
Allerede i 1944 planlagde man at opføre en kirke til 800.000 kr. Da der i 1952 var indsamlet 300.000 kr enedes arkitekten og byggekomiteen om at bygge bygningen i tre etaper.
Første etape stod færdig i 1957. 1973 blev den udvidet med et tværskib med i gotisk stil. Et oprindelig planlagt tårn er ikke blevet bygget. Kirken er tegnet af Kaare Klint, søn af Grundtvigskirkens arkitekt P.V. Jensen Klint. Den har da også stiltræk fælles med Grundtvigskirken og andre kirker tegnet af de to arkitekter. Kaare Klint nåede ikke at se første etape af kirkebyggeriet færdigt, idet han døde i 1954. Byggeriet blev færdiggjort af hans søn Esben Klint. Han stod også for udvidelsen af kirken, men døde inden byggeriet var kommet i gang. Det blev derfor en lokal arkitekt, Mogens Meyling, som gjorde kirken færdig som den står nu.
Den nye sognegård "Christiansgården" og præstebolig nord for kirken, tegnet af arkitekterne Johannes og Inger Exner, blev indviet den første søndag i advent 1997.

## Kirkebygningen
Kirken er indrettet som processionskirke, med plads til omkring 500 personer, i retningen øst-vest med et fritstående alter.
Kirken er traditionelt opbygget med hovedskib og side- og tværskibe. Stilen er den for Klint´erne karakteristiske gotik i gule sten. Skibene afsluttes foroven af hvælvinger. Koret, som er hævet i forhold til selve kirken, afsluttes af en apsis med store vinduer mod øst.
Fire mindre vinduer er forsynet med glasmosaikker udført af maleren Knud Lollesgaard (1911-1997).
Kirken ligger i den vestlige ende af Sønderborg Østre kirkegård. Kirkegården på næsten otte hektar, udarbejdet af Johannes Trolle, er anlagt på en bakke med en højdeforskel på omkring syv meter.

## Kirkens inventar
Kirken har et alterbord og en døbefont af granit. Der er ingen egentlig altertavle, men kirken købte ved 50-års jubilæet i 2007 fire malerier af maleren Arne Haugen Sørensen. Tre af malerierne er anbragt på apsisvæggen bag alterbordet og gør det således ud for en altertavle. Det fjerde er anbragt på væggen i det nordlige sideskib, sådan at det kan ses, når man står ved døbefonten. De fire malerier er "Den hellige familie", "Nadveren", "Korsfæstelsen" og Opstandelsen.
Krucifikset er fra 1300-tallet og forestiller en smilende Kristus
Den sekskantede prædikestol er af egetræ og anbragt på en granitsokkel. Den er ligesom orgelfacaden tegnet af Kaare Klint.
Orglet er fremstillet af firmaet Marcussen og Søn, Åbenrå. Det har 37 stemmer. Et mindre kororgel på 4 stemmer er fremstillet af det andet store sønderjyske orgelbyggerfirma, Bruno Christensen og Sønner, Terkelsbøl.